# 杨焕民
杨焕民（1912年—1994年），湖北孝感人，中国人民解放军将领、中国人民解放军少将。
毕业于高等军事学院。1962年，接替罗元发，担任兰州军区空军司令员。1975年，接替刘懋功，担任南京军区空军司令员。1979年，由袁彬接任。1955年，授中国人民解放军少将军衔。